# Aya Miyama
Aya Miyama (宮間あや, Miyama Aya), née le 28 janvier 1985 dans la préfecture de Chiba au Japon, est une joueuse japonaise de football évoluant au poste de milieu de terrain. Internationale japonaise.

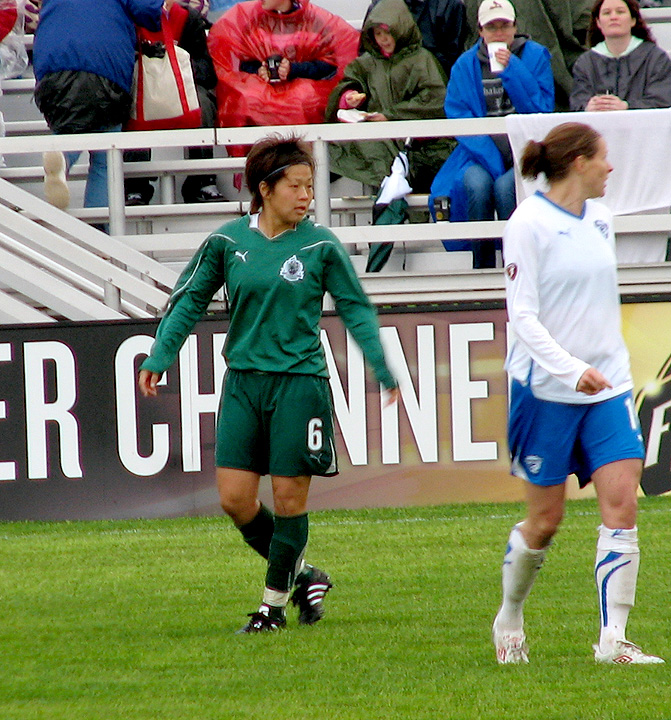
Aya Miyama (à gauche) à côté de Kelly Smith

## Biographie

### Carrière en club
En 2009, elle évolue pour le Los Angeles Sol et en 2010 pour le Saint Louis Athletica, 2 clubs défunts de la Women's Professional Soccer aux États-Unis. En septembre 2010 elle retourne au Japon et évolue au Yunogo Belle.

### Carrière internationale
Miyama fait partie du groupe japonais présent lors des Coupes du monde de football féminin 2003 et 2007, où les Japonaises ne passent pas le premier tour.
Elle est présente avec la sélection japonaise aux Jeux olympiques de 2008, jouant tous les matchs et terminant à la quatrième place. Elle participe à la Coupe du monde de football féminin 2011, marquant le but victorieux lors du premier match de groupe contre la Nouvelle-Zélande et le premier but de la finale contre les États-Unis.

## Palmarès

### En sélection nationale
- Vainqueur de la Coupe du monde de football féminin 2011
- Médaille d'argent aux Jeux olympiques d'été de 2012

### Distinctions individuelles
- Meilleure joueuse du tournoi de l'Algarve Cup en 2012
- Joueuse asiatique de l'année 2011[4]

- Meilleure joueuse de la L. League Division 1 : 2007, 2008, 2011
- Nommée dans l'équipe type de la FIFA FIFPro Women's World11 en 2015.